# Ancylis habeleri
Ancylis habeleri is een vlinder uit de familie bladrollers (Tortricidae). De wetenschappelijke naam is voor het eerst geldig gepubliceerd in 1997 door Huemer & Tarmann.
De soort komt voor in Europa.